# Louis Appia
Louis Paul Amédée Appia (Hanau, 13 de octubre de 1818 - Ginebra, 1 de mayo de 1898) fue un cirujano suizo con especial relevancia en el ámbito de la medicina militar.
En 1863 formó parte del "Comité de los Cinco" en Ginebra, predecesor del Comité Internacional de la Cruz Roja. Seis años después conoció a Clara Barton, un encuentro que tuvo una especial influencia en la posterior fundación de la Cruz Roja en los Estados Unidos (Cruz Roja Americana) y en la campaña para que el país norteamericano fuera parte de la Convención de Ginebra de 1864.
Fue padre del escenógrafo y decorador Adolphe Appia.